# Acantholeucania
Acantholeucania is een geslacht van vlinders van de familie Uilen (Noctuidae), uit de onderfamilie Hadeninae.

## Soorten
- A. curvula Walker, 1856
- A. loreyi Duponchel, 1827
- A. loreyimima Rungs, 1953
- A. pseudoloreyi Rungs, 1953
- A. ptyonophora Hampson, 1905